# Бутанаев, Виктор Яковлевич
Ви́ктор Я́ковлевич Бутана́ев (12 марта 1946, село Запорожье, Камчатская область, СССР — 5 июня 2023, Абакан) — советский и российский этнограф, доктор исторических наук, профессор. Основатель кафедры археологии, этнографии и исторического краеведения Хакасского государственного университета имени Н. Ф. Катанова. Действительный член Российской Академии социальных наук. Лауреат международной премии «Тюрксой», заслуженный деятель науки Кыргызской Республики (2004), заслуженный деятель науки Республики Хакасия (2006).

## Биография
Родился в семье военнослужащего Якова Николаевича Бутанаева, происходящего из сеока таг хобый Кивинского улуса Сагайской степной думы, в селе Запорожье на Камчатке. В 1957—1961 годах учился в Казанском суворовском училище. В 1964 году поступил на исторический факультет Ташкентского государственного университета имени В. И. Ленина, по окончании в 1969 году работал этнографом в Хакасском краеведческом музее г. Абакана.
С 1970 по 1972 год служил в рядах Советской Армии в должности командира мотострелкового взвода (г. Иман Приморского края).
С 1972 по 1992 год работал в Хакасском научно-исследовательском институте языка, литературы и истории в Абакане в качестве старшего научного сотрудника в секторе истории. Одним из значимых общественных вкладов, сделанных в это время, явилось возрождение национального праздника «Тун пайрам». Впервые в Хакасии он был проведён в 1980 году на основе научных консультаций В. Я. Бутанаева. Является автором идеи и участником разработки первого государственного герба Республики Хакасия.
В 1983 году защитил диссертацию «Социально-экономическое развитие хакасского аала в конце XIX-начале XX в.» на соискание ученой степени кандидата исторических наук при учёном совете Института истории, филологии и философии СО АН СССР.
В 1991—1994 годах работал этнографом в секторе фольклора Института филологии СО РАН (г. Новосибирск).
В 1993 году защитил диссертацию «Этническая культура хакасов и проблемы реконструкции основных этапов их исторического развития», на соискание ученой степени доктора исторических наук при ученом совете Института археологии и этнографии СО РАН.
11 февраля 1993 года совместным решением Президиума Верховного Совета Республики Хакасия и Президиума Совета Министров РХ была создана Лаборатория этнографии при Научно-исследовательской части Хакасского государственного университета им. Н. Ф. Катанова, руководителем которой стал В. Я. Бутанаев.
С 1994 по 2011 год заведовал кафедрой археологии, этнографии и исторического краеведения в Хакасском государственном университете им. Н. Ф. Катанова.
В 1994 году была проведена этнографическая экспедиция в Северо-Западную Монголию, были выявлены этнокультурные связи тюрков Саяно-Алтая с западными монголами-ойратами, изучены тувинцы Баян-Ульгейского аймака, живущие на границе с Китаем; совершена поездка на берега озера Кыргыз-Нур, являющейся прародиной предков хакасов-кыргызов.
В 1994 и 1995 годах участвовал в работе международного курултая тюркских народов, проходившего в г. Измире (Турция).
С 6 января 1994 года — действительный член Российской Академии социальных наук.
В 1995 году был избран почётным членом Общества Историков Кыргызстана (бывшей Ассоциации молодых историков Кыргызстана).
С 1998 года являлся членом президиума международной Ассоциации тюркологов (г. Туркестан). С 2000 года — член редакционной коллегии журналов «Bılıg» и «Тюркология» Международного Казахско-Турецкого Университета им. Х. А. Ясави (Турция, Казахстан), с 2002 года — член диссертационного совета при Томском государственном университете по присуждению учёных степеней докторов и кандидатов наук по этнографии и истории науки (исторические дисциплины), с 2009 года — член редколлегии журнала «Алтаистика и тюркология» Международного центра алтаистики и тюркологии Казахстана.
Профессором Виктором Яковлевичем Бутанаевым создана своя научная школа саяно-алтайской этнографии, изучающая этническую историю, народную культуру, традиционное хозяйство, обычное право, религию, музыкальную культуру и этнопедагогику народов Южной Сибири. Исследователь бурханизма и шаманизма.
Учебные пособия, справочные издания, монографии В. Я. Бутанаева используются при изучении истории Хакасии, этнологии, истории тюрко-монгольских народов, традиционной культуры и быта хакасов и других дисциплин. За время более полувековой научной деятельности им опубликовано около 400 научных статей, более 30 монографий. Его труды популярны не только в России, странах ближнего зарубежья, но и в Швейцарии, Финляндии, Турции, США. По данным Российского индекса научного цитирования (РИНЦ) он является самым цитируемым ученым Хакасского госуниверситета (2018). Его индекс Хирша — показатель, отражающий количество и востребованность научных публикаций, — составил 29.
Проживал в Абакане, в браке с Ириной Исаевной Бутанаевой вырастил сына и двух дочерей.
Скончался в 8 часов утра 5 июня 2023 года на 78-м году жизни. Похоронен на кладбище села Большая Сея Таштыпского района Хакасии.

## Награды
- В 1996 году решением государственного комитета РФ по высшему образованию присвоено ученое звание профессора по кафедре археологии, этнографии и исторического краеведения ХГУ.
- 25 ноября 1999 года решением Учёного Совета Института восточных языков и культур В. Я. Бутанаеву присвоено звание «Почетный профессор института восточных языков» Кыргызстана.
- В 2002 году за вклад в изучение и пропаганду общих ценностей тюркской истории, языка и этнографии В. Я. Бутанаеву была присуждена первая Международная премия «Тюрксой» (Турция).
- Медаль «Данк» (6 мая 2002 года, Кыргызстан) — за большой вклад в изучение и пропаганду истории и культуры Кыргызского народа[5].
- Заслуженный деятель науки Кыргызской Республики (24 ноября 2004 года) — за значительный вклад в развитие науки Кыргызстана, исследование истории и культуры кыргызского народа[6].
- В 2004 году в конкурсе «Лучшие книги года» правление ассоциации книгоиздателей России (АСКИ) наградило В. Я. Бутанаева дипломом за большой вклад в подготовку и издание альбома фотоматериалов «Иллюстрированная этнография хакасов».
- В 2006 году присуждено звание «Почетный профессор Тувинского государственного университета» и почетное звание «Заслуженный деятель науки Республики Хакасия», постановлением Совета по общественным наградам России награждён медалью «Профессионал России».
- В 2008 году четвёртый общероссийский конкурс учебных изданий для высших учебных заведений «Университетская книга-2008» за книги «Хакасы из провинции Хэйлунцзян» и «История вхождения Хакасии (Хонгорая) в состав России» наградила В. Я. Бутанаева дипломом в номинации «Лучшее историко-биографическое краеведческое издание».

В. Я. Бутанаев на встрече с земляками в мае 2022 года

- В 2009 году на первом Сибирском региональном конкурсе на лучшую вузовскую книгу «Университетская книга-2009» награждён дипломами: за книгу "Очерки истории Хакасии (с древнейших времён и до современности) в номинации «Лучшее издание по истории и культуре Сибири», за книгу «Мир хонгорского (хакасского) фольклора» (в соавторстве с И. И. Бутанаевой) в номинации «Лучшее научное издание по гуманитарным и социальным наукам».
- В 2015 году Международным благотворительным фондом науки и культуры «Ататюрк» (Кыргызская Республика) «за выдающийся вклад в историческую науку и авторство великолепных книг по истории тюркоязычных народов» награждён Золотой медалью и признан лучшим учёным и писателем XXI века.
- Орден «Манас» III степени (31 декабря 2016 года, Кыргызстан) — за большой вклад в сохранение и развитие исторического и культурного наследия народа Кыргызстана[7]

## Труды
- Бутанаев В. Я. К вопросу о хакасских цифровых знаках // Уч. зап. ХАКНИИЯЛИ. — Абакан, 1975
- Бутанаев В. Я. Вооружение и военное дело хакасов в позднем средневековье (по материалам фольклора) // Военное дело древних племен Сибири и Центральной Азии. — Новосибирск, 1981
- Бутанаев В. Я. Происхождение хакасов по данным этнонимики // Историческая этнография: традиции и современность. — Л., 1983
- Бутанаев В. Я. Хакасские народные названия исторических памятников // Вопросы древней истории Южной Сибири. — Абакан, 1984
- Бутанаев В. Я. Об этническом имени хакасов в эпоху позднего средневековья//Археология и Этнография Южной Сибири. — Барнаул, 1984.
- Бутанаев В. Я. Народный календарь хакасов. Рериховские чтения 1984 : Материалы конференции.- Новосибирск, 1985.- С. 326—321
- Бутанаев В. Я. Молдобаев И. Б. Киргизско-хакасские этнокультурные связи // Историко-культурные связи народов Южной Сибири. — Абакан, 1988.
- Бутанаев В. Я. Этническая история хакасов XVII—XIX вв / Материалы к серии «Народы Советского Союза». — М., 1990
- Бутанаев В. Я. Вопрос о самоназвании хакасов // — Этнографическое обозрение. — 1992. — № 2. — С. 63-69.
- Бутанаев В. Я. Происхождение хакасских родов и фамилий. — Абакан, 1994.
- Бутанаев В. Я. Хакасы. М. : ИНСАН, 1995. ISBN 5-85840-274-7.
- Бутанаев В. Я. Топонимический словарь Хакасско-Минусинского края Архивная копия от 23 июля 2019 на Wayback Machine. — Абакан: Лаборатория этнографии НИС ХГУ, 1995.
- Бутанаев В. Я. К вопросу о кыргызско-хакасских этнографических связях // Кыргызы: этногенетические и этнокультурные процессы в древности и средневековье в Центральной Азии (Материалы Международной научной конференции, посвящённой 1000-летию эпоса «Манас» 22-24 сент. 1994 г.). — Бишкек: Кыргызстан, 1996. — С. 102—126.
- Бутанаев В. Я. Хакасско-русский историко-этнографический словарь. — Абакан: УПП «Хакасия», 1999
- Бутанаев В. Я. Бурханизм тюрков Саяно-Алтая. — Абакан: ХГУ им. Н. Ф. Катанова, 2003
- Бутанаев В. Я. Традиционный шаманизм Хонгорая. — Абакан: ХГУ им. Н. Ф. Катанова, 2006
- Бутанаев В. Я. Хакасский шаман и его общественный статус / Мартьяновские краеведческие чтения (2005—2006 гг.) / [отв. за вып. Н. А. Голованенко; науч. ред. Л. Н. Ермолаева]. — Минусинск : [б. и.], 2007. — Вып. 4
- Бутанаев В. Я. Мы родом из Хонгорая. Хакасские мифы, легенды и предания / В. Я. Бутанаев, И. И. Бутанаева; отв. ред. Б. Р. Зориктуев. — Абакан, 2010. — 240 с.
- Бутанаев В. Я. Историческая ономастика Южной Сибири. — Бишкек, 2013. — 272 с.
- Бутанаев В. Я. Будни и праздники тюрков Хонгорая. — Абакан, 2015. — 316 с.
- Бутанаев В. Я. Национальная одежда хонгорцев. — Абакан, 2015. — 336 с.
- Бутанаев В. Я. Древнее искусство Саяно-Алтая. — Абакан, 2020. — 112 с.
- Электронная «Коллекция „Труды ученого-этнографа В. Я. Бутанаева“» Архивная копия от 23 июля 2019 на Wayback Machine // Государственное бюджетное учреждение культуры Республики Хакасия «Национальная библиотека имени Н. Г. Доможакова»

## Фильмы
- Астай (Счастливчик): портрет профессора В. Я. Бутанаева крупным планом. Архивная копия от 20 сентября 2016 на Wayback Machine Видеофильм Алексея Анненко. Телерадиокомпания «Хакасия». 2003 г.